# William Smith (zápasník)
William Thomas "Bill" Smith (17. září 1928 Portland, USA – 20. března 2018, Humobldt, Iowa) bol americký zápasník.
V roce 1952 vybojoval na olympijských hrách v Helsinkách zlatou medaili ve volném stylu ve velterové váze.